# Barcino
Barcino (deutsch Bartin) ist ein Dorf in der Gemeinde Kępice (Gemeinde Hammermühle) im Powiat Słupski (Stolper Kreis) der polnischen Woiwodschaft Pommern.

## Geographische Lage
Das Kirchdorf liegt in Hinterpommern, etwa 23 Kilometer südsüdwestlich der Stadt Słupsk (Stolp), 21 Kilometer südöstlich der Stadt Sławno (Schlawe) und 30 Kilometer nördlich der Stadt Miastko (Rummelsburg i. Pom.).

## Geschichte

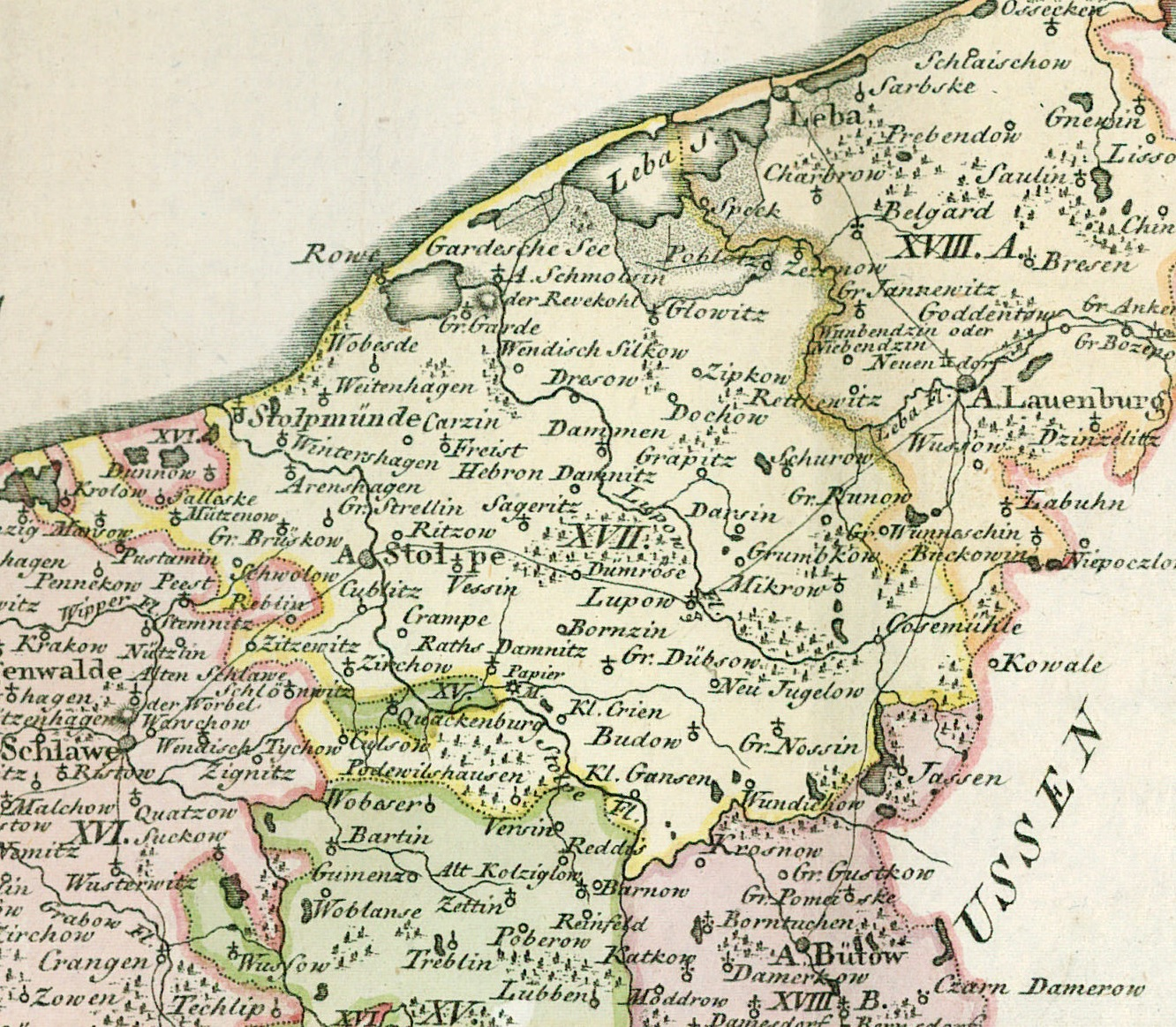
Bartin, südöstlich von Schlawe und westnordwestlich von Bütow, auf einer Landkarte von 1794

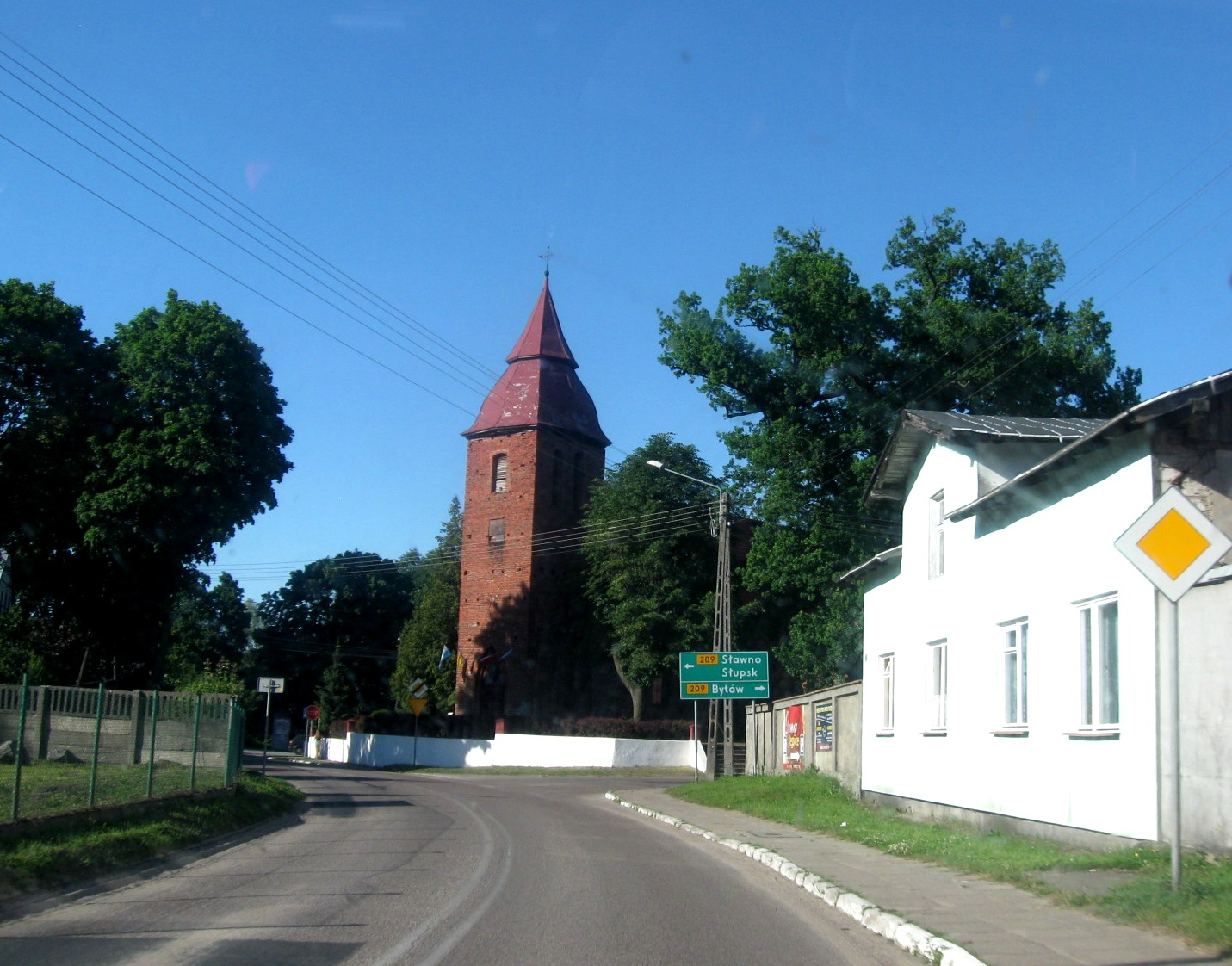
Dorfstraße (2015)

Im Jahr 1478 belehnte der pommersche Herzog Bogislaw X. Hennes Massow, dessen Bruder Mickes und deren Vettern Ewald, Thomas und Claus mit dem Rittergut Bartin und weiteren Ländereien. Bartin samt Schloss blieb mit einer Unterbrechung von acht Jahren bis 1822 im Besitz der Familie Massow und gilt als Stammsitz des sogenannten Bartiner Zweiges dieser Familie. Im 19. Jahrhundert befand sich in Bartin der Sitz des Kreis-Landrats des Kreises Rummelsburg. Im Jahr 1874 hatte das Kirchdorf Bartin ein auf der Feldmark gelegenes Vorwerk, seinerzeit Kotelow oder Cotlow genannt, eine Schäferei, eine Wassermühle, die von der Biesternitz angetrieben wurde, einen Prediger, einen Küster, zehn Bauern, zwei Kossäten, ein Gasthaus, eine Schmiede und insgesamt 36 Haushaltungen. Im Jahr 1893 kam das Rittergut an Angehörige der Familie Puttkamer. Danach erwarb es der Rittergutsbesitzer Karl-Wilhelm Becker. Wegen der relativ großen Entfernung der nächstgelegenen Städte erhielt Bartin ein eigenes Krankenhaus.
Am 1. April 1927 hatte der Gutsbezirk Bartin eine Flächengröße von 1702 Hektar, und am 16. Juni 1925 hatte der Gutsbezirk 731 Einwohner.  Zwischen 1928 und 1932 wurde der Gutsbezirk Bartin in die Landgemeinde Bartin eingegliedert.
Um 1935 gab es im Dorf Bartin unter anderem zwei Gasthöfe, eine Apotheke, zwei Bäckereien, zwei Bankgeschäfte, ein Elektrizitätswerk, drei Metzgereien, eine Spedition, fünf Gemischtwarenläden, eine Kunststeinfabrik, eine Molkerei, eine Mühle, eine Schmiede und zwei Tischlereien. Im Jahr 1939 wurden in Bartin 1030 Einwohner gezählt, die in 245 Haushaltungen lebten.
Vor Ende des Zweiten Weltkriegs war Bartin Sitz des Amtsbezirks Bartin im Landkreis Rummelsburg, Regierungsbezirk Köslin, der Provinz Pommern. Die Gemeindefläche war 2013 Hektar groß. Die Gemeinde verfügte über insgesamt vier Wohnorte:
- Augusthal
- Bartin
- Kotlow
- Marienthal

Vor 1945 gab es in Bartin einen Bahnhof (an der Eisenbahnstrecke Bütow–Zollbrück), ein Krankenhaus, eine Apotheke,  eine Schule, eine Niederlassung der Beßwitzer Elektrizitätsgesellschaft sowie verschiedene Handwerksbetriebe und Einzelhandelsgeschäfte. Das Gut befand sich zuletzt im Besitz der Familie Becker.
Gegen Ende des Zweiten Weltkriegs wurde das Dorf am 8. März 1945 von der Sowjetarmee besetzt. Durch Kriegshandlungen waren mehrere Gebäude zerstört worden. Die deutschen Dorfbewohner wurden vertrieben. 
Das Dorf hat heute etwa 580 Einwohner.

## Kirche

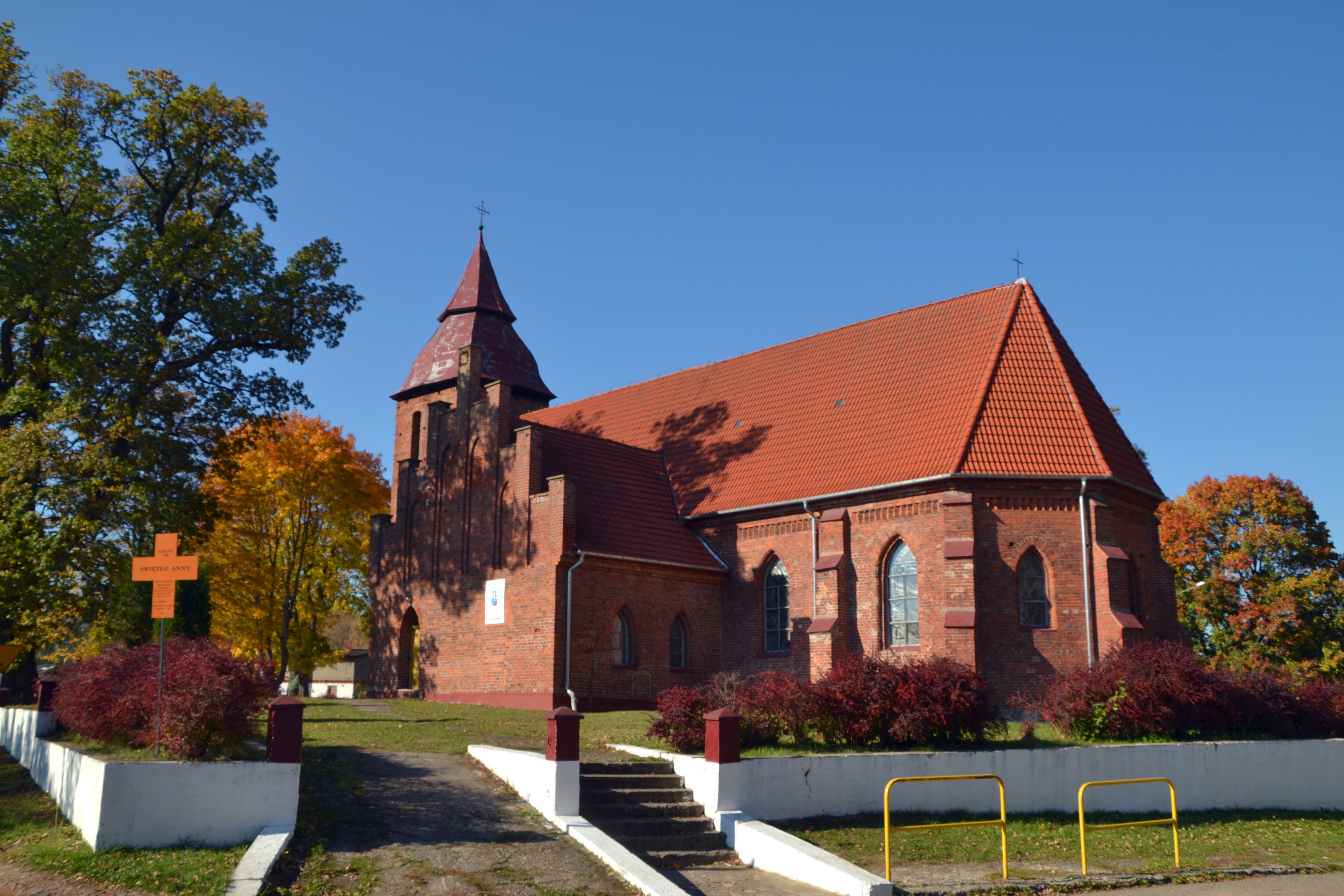
Dorfkirche, bis 1945 Gotteshaus der evangelischen Gemeinde Bartin

Die vor 1945 in Bartin anwesende Bevölkerung war überwiegend evangelisch. Im Jahr 1925 wurden 1017 Protestanten (98,7 %), sieben Katholiken (0,7 %) und sechs Juden (0,6 %) gezählt. Zum evangelischen Kirchspiel Bartin gehörten neben dem Ort selbst Barvin, Brünnow, Woblanse, Wusseken, Seelitz und das spätere Zollbrück.
Das katholische Kirchspiel war in Rummelsburg i. Pom. 
Nach 1945 wurde die Dorfkirche zugunsten der Römisch-katholischen Kirche in Polen zwangsenteignet. Die seit 1945 und Vertreibung der Einheimischen hier lebenden Polen sind größtenteils katholisch.

## Verkehr
An das Straßennetz ist der Ort über sie  Woiwodschaftsstraße 209 von Sławno (Schlawe) nach Bytów (Bütow). 

## Söhne und Töchter des Ortes
- Joachim Ewald von Massow (1697–1769), preußischer Staats-, Kriegs- und Finanzminister sowie dirigierender Minister für Schlesien, Gutsherr auf Bartin